# Szlovenszka krajina
Szlovenszka krajina (szlovénül Slovenska krajina, régiesebb formában Szlovenszka kraina) összetett fogalom, amely egyrészről földrajzi, másrészről történelmi és politikai jelleget takar. Földrajzilag a történelmi Vendvidék egykori szlovén (vend) neve – a trianoni békeszerződés előtt magába foglalta a mai teljes Muravidéket a Rába menti területtel együtt. Szlovenszka krajina egyúttal egy tervezet is volt egy autonómiára.
A Vendvidék/Szlovenszka krajina név és elődje, a Tótság/Szlovenszka okroglina tulajdonképpen nem is földrajzi, hanem egyházi név volt. Először (a 12. században) a Győri egyházmegye szervezett itt esperességet. Ez akkor még csak a vidék egy részére terjedt ki, ugyanis másik hányada a Zágrábi egyházmegyéhez, északi fele pedig a szentgotthárdi ciszterci apátsághoz tartozott.
A Szombathelyi egyházmegye létrejöttével a Zala vármegyei vend falvakat a vasiakkal együtt egy egységbe rendezték. Ekkor kezdték használni a Vendvidék nevet, de teljesen általánossá csak a 19. század második felében vált – méghozzá politikai okokból, mivel a magyarosító körök igyekeztek elválasztani a murai szlovéneket a nyugatra, az osztrák örökös tartományokban élő szlovénektől. Ebben az időszakban azt erőltették, hogy a lakosok vallják magukat vendeknek, és ezzel tagadják meg szlovén voltukat annak ellenére, hogy dokumentumokkal bizonyítottan, évszázadok óta slovenci, slovénge és hasonló kifejezésekkel illették és illetik magukat még ma is.
A Vendvidék vend megfelelőjeként használták a Szlovenszka krajina kifejezést, ami magyar nyelvű forrásokban is szerepel. Politikai érdekekből, a 20. században próbálták meg irredenta történészek megalkotni a soha nem is létezett vendszki, vendiski kifejezést, megalkotva ezzel a Vendiska krajina kifejezést is.
A Szlovenszka krajina (elsősorban katolikus) politikai vezetői Klekl József vezérletével részben éppen a magyarosítás hatására döntöttek az elszakadás mellett. 1918-ra kidolgozták programjukat Magyarország vagy a Szerb–Horvát–Szlovén Királyság részeként autonóm Szlovenszka krajina létrehozására. Az alakulat élére Klekl került volna, a hivatalos nyelv a helyi lakosság vend nyelve lett volna – ennek irodalmi változatát a vend értelmiség a 18. században alkotta meg. Szlovenszka krajina székhelyének Muraszombatot szánták.
Az egykori Szlovenszka krajina (az őrségi területeket nem számítva) ma jobbára Szlovénia része, míg kis hányada, Szentgotthárd és a környéken hat település (a mai Vendvidék) Magyarországon van.
Szlovéniában a Szlovenszka krajina létrehozását a szlovén nemzet egyik fontos eseményének látják, de még sokan hisznek – teljesen alaptalanul – az ún. „Mura Köztársaság”-ban is (a Mura Köztársaság a Szlovenszka krajina eszméje címén igyekezett megszerveződni). Mivel a Szlovenszka krajinát egyházi-politikai vezetők próbálták létrehozni, a kommunista Jugoszláviában – noha ez a többi szocialista államnál mérsékeltebb ország volt – ideológiai okok miatt ezt nehezen tudták elfogadni.
Szlovenszka krajina mellett ennél valósabb érvek szólnak, mert Klekl részletes és reális programot készített ennek kialakítására és megszervezésére. Támogatottsága nagyobb volt, több éves háttér állt mögötte és sokkal nagyobb meggyőzőerővel hatott, mint a Mura Köztársaságban.

## A kezdetek

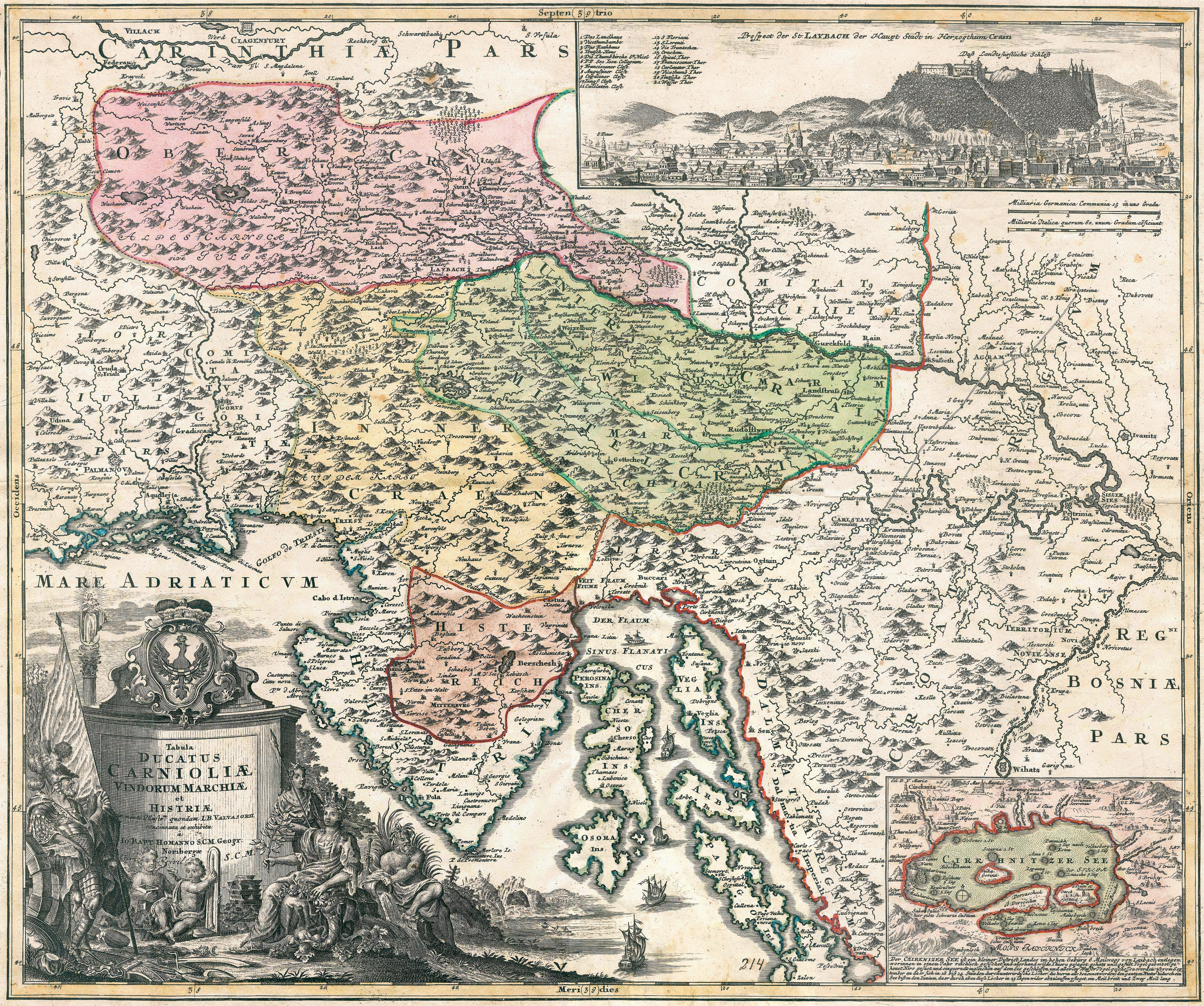
A Krajnai Őrgrófság (Vindorum Marchiae), a „másik” Szlovenszka krajina egy 1714-ben készült latin nyelvű térképen.

Feltehető, hogy a honfoglalás előtt a mai szlovének ősei a mainál jóval nagyobb területen laktak a Dunántúlon, a Murától valószínűleg Tolnáig. Őseik 670 körül érkezhettek egy nomád betelepülő hullámmal (az ún. „kései avarok” vagy „griffes-indások” népe, akik egyesek szerint avarok voltak, mások szerint onogur-bolgárok, László Gyula szerint pedig magyarok). A nomád törzsek azért telepítették le őket, hogy amíg ők folytatják hagyományos állattartó életmódjukat, addig a szlávok műveljék a földet és gyepűőrző feladatot láttak el. A „szláv” szó tulajdonképpen (rab)szolgát jelentett (a legtöbb germán és újlatin nyelvben a „rabszolga” szó a „szláv” kifejezésből származik: pl. angol – „slave”, német – „Sklave” stb.). A szláv nyelvekben létezik azonban a slaveni, azaz dicsőséges kifejezés is, és maguk a szlávok inkább ebből származtatják a kifejezést.
A szláv és avar nép együttélésének bizonyítéka, hogy közösen használták temetőiket, ahol a két nép temetkezési rítusai egymás mellett fordulnak elő.
Nyugatabbra egy avaroktól független szlovén közösség (a karantánok) alapított államot. A mai Karintia és Krajna tartományokat magába foglaló országukat Karantániának nevezték.
A frankok a 8. század végén megdöntötték az avarok államát, és a Dunántúl a Frank Birodalom keleti tartománya lett. Karantánia már 745 óta frank fennhatóság alá tartozott. Nagy Károly halála után mindkét terület birodalma egyik utódállama, a Keleti Frank Birodalom (a Német-római Birodalom elődje) része lett. A szláv (szlovén) Pannóniában 833 körül szerveződött egy frank kliensfejedelemség, amelynek élére a Nyitráról elűzött Pribina került, akinek örökét fia, Kocelj vette át. Az ő halála után a pannóniai fejedelemség lehanyatlott, majd az Itáliából visszatérő magyarok 900-ban legázolták és szállásterületeikhez csatolták. A szlovének kis része elhagyta a Dunántúlt, de legtöbbjük itt maradt, és rövid időn belül asszimilálódott a magyar népbe. A Mura melletti, zártabb vidéken viszont fennmaradt egy kisebb szláv közösség, és a határvédelmi célokra kialakított Őrségben a magyarok mellett szlovének is éltek, s őrizték a határt.
Az északi, Rába melletti régió ekkor még túlságosan is lakatlan volt, sőt inkább az Őrség gyepűelveként funkcionált. Ezt a gyepűelvét a francia ciszterek számolták fel és népesítették be szlovénekkel. Egy részük délről, a Mura mellől érkezett, más részüket a Mura túloldalán levő szlovén területről, Stájerföldről (Štajersko) telepítették be, jöttek ugyanakkor telepesek észak-horvát területekről is. Az apátság a 14. század közepéig virágzott, és kultúr-vidékké tette az elvadult földet.

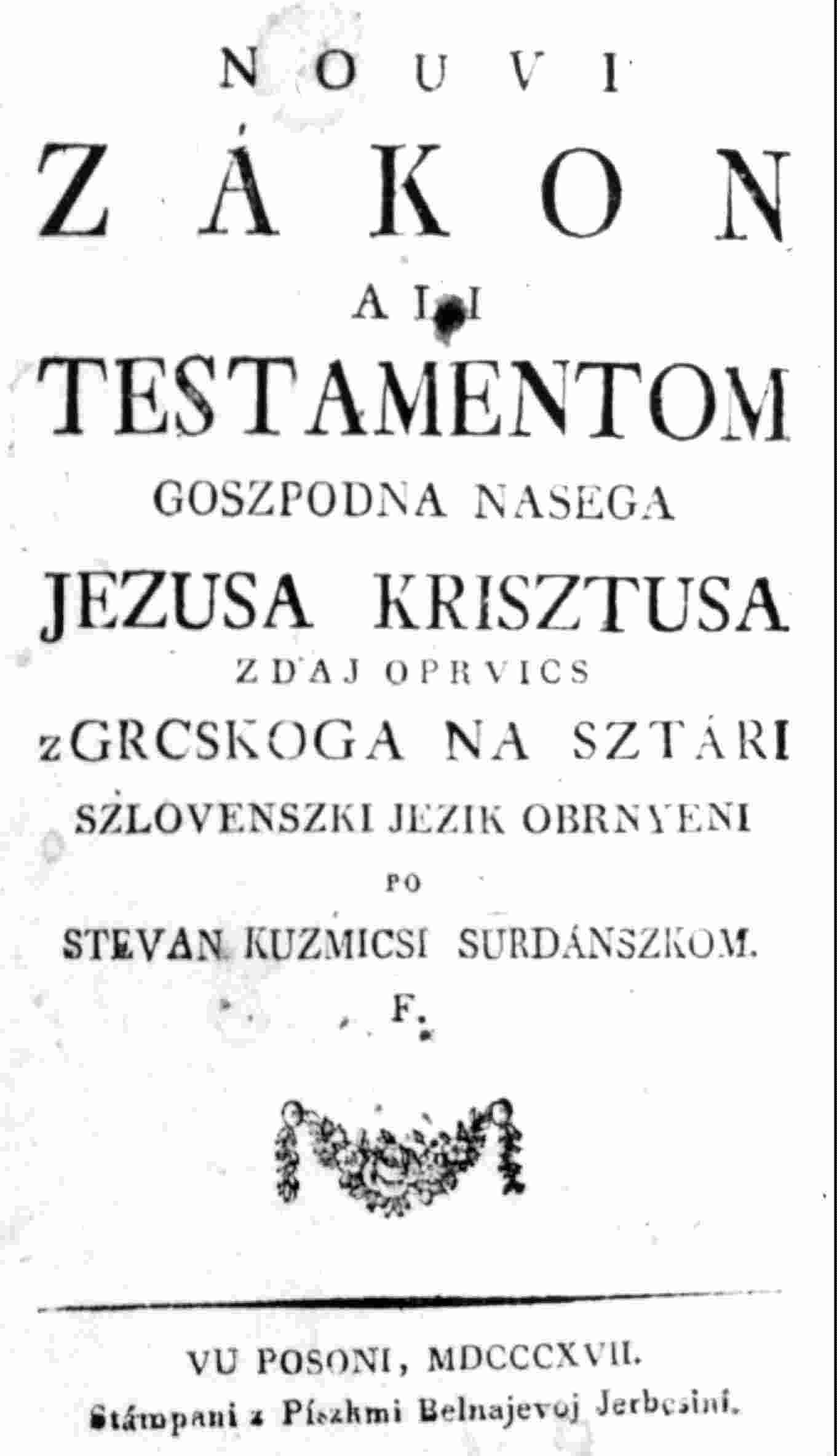
Nouvi Zákon, a vend Újtestamentum, a Tótság irodalmának nagy, alapvető műve.

A magyarországi szlovének által lakott területet a középkorban Tótságnak nevezték; ez eleinte egyházi jellegű terület volt. Mint esperesség már a 12. században is fennállt, és az itteni szláv katolikus híveket egységesítette. Központja a mai Vízlendván lehetett, ahol az ottani Szent György-templom kegyhely volt, ami állítólag már Kocelj idejében is létezett. A területet a papi vezetők a 18. századtól hívták Szlovenszka okroglinának, mivel a lakosság önmagát a slovenci névvel határozta meg.
Szily János első szombathelyi püspök egységesítette a vendek vidékét, mert a tótsági kerület csak a muraszombati és felsőlendvai körzetekre terjed ki. Ezzel született meg a Vendvidék, amit szintén Szlovenszka jelzővel illettek a szlovének és magyarok egyaránt, ha vendül történt a megnevezése.
Lülik István battyándi (ma Puconci, Szlovénia) iskolamester tankönyvében is úgy tünteti fel a vidéket, hogy Szlovenszka kraina. Egyébként létezett Vandalszka krajina kifejezés is, mivel a vendek őseit a vandálokban látták és ekképp tudományos, illetve latin nyelvű megnevezésük a vandál volt.
A mind gazdaságilag, mind társadalmilag elmaradott Szlovenszka krajinában a politikai-szellemi élet vezetői a két fő felekezet, az evangélikusok és a katolikusok papjai és kántortanítói voltak. Írásos források hiányában ekkoriban jelentős számban keletkeztek a vidék és népe eredetét magyarázó tudományos vagy áltudományos elméletek, melyek a nemzettudat különböző alakulásához vezettek. A szlovének egy része vandál származásúnak vallotta magát, de ez nem szorította ki a szlovenci nevet anyanyelvükből. Nagyobb identitásváltozás a 19. század közepére történt, amikor az egyházi és a szűkebb körű világi értelmiség igyekezett a Vendvidéknek és népének széles jogokat, köztük autonómia jogokat nyerni, viszont két ellentétes irányú tábora volt a követelőknek. Az evangélikus lelkészek úgy látták, hogy Magyarország felé érdemesebb fordulni, mert a bécsi udvar közismert bigott katolikussága miatt onnan nem sok jót vártak. Ezzel szemben a katolikusok, néhány kivételtől eltekintve éppen a Habsburgoktól várták követeléseik teljesítését, és ők Magyarországtól tartottak, szintén joggal, mert a magyar vezetés törekedett a nemzetiségek teljes beolvasztására.
A 18–19. század fordulóján a nemzeti arisztokrácia hiányában addig szunnyadó szlovén nacionalizmus egyre erőteljesebben jelent meg. A szlovén értelmiség (Matija Čop, Anton Martin Slomšek, Andrej Smole, France Prešeren) az ország egyesülését követelte (Slovenšna Cela). 1848-ban Kardos János és gyülekezete aktívan támogatták Kossuth Lajost és a magyarokat, míg a katolikusok a bécsi udvart. A kiegyezést követően elindultak a széles körű magyarosító törekvések, és ekkor az evangélikusok magukat vendeknek kezdték vallani. Ebben az időben olyan elmélet született, amely szerint a vendeknek semmi közük nincs az osztrák uralom alatt álló krajnai és stájerországi szlovénekhez, mert nyelvük eltérő. A magyarok nyomására a helyzethez passzívan viszonyuló lakosság az evangélikusok példáját követve elkezdte magát vendeknek, vagy „vendszlovéneknek” vallani. Idővel azonban a szlovén-elmélet látszott győzedelmeskedni.
A Szlovenszka krajina név könnyen összetéveszthető a Felvidék egykori szlovák megnevezésével, mivel annak is létezik Slovenská Krajina meghatározása. Az 1919. március 11-én kibocsátott XXX. néptörvény rendelkezik „Tótország – Slovenská Krajina – önkormányzatáról.” Ez elsősorban azok számára lehet könnyen félrevezető, akik összekeverik Szlovákiát és Szlovéniát, illetve a horvát Szlavóniával is.
A Szlovenszka krajina elnevezésre azonban nemcsak a Muravidék, a Vendvidék vagy Szlovákia tarthat igényt. A mai Szlovénia középső és nyugati területeinek is létezik egy ugyanilyen régi elnevezése is. Az egykori Habsburg Birodalomban a szlovénség négy területen oszlott el: Krajna, Dél-Stájerország, Karintia és Friuli (Frulanija) vidékein. A középső terület Krajna szlovénül Kranjska, vagy Kranjska krajina volt, amit többségi szlovén lakossága miatt Slovenska krajina néven neveztek már a 19. században is. A 13. században a terület a bajorok kézében volt, akik létrehoztak Krajnában egy grófságot, amelyet Windische Mark-nak (magyarul Krajnai Őrgrófság néven ismert) neveztek. Ennek tulajdonképpeni jelentése Vend Őrgrófság. A szlovén megnevezése az őrgrófságnak Slovenska marka vagy Slovenska krajina. A Windisch Markot a szlovének Slovanska krajina, azaz Szlávok Földje néven is jelölik, mert a szlovén/slovenci népnév tulajdonképpen szláv jelentést takar.

## Az autonóm Szlovenszka krajina megteremtése

### Nemzetiségi követelések és magyarosítások 1848 és 1914 között

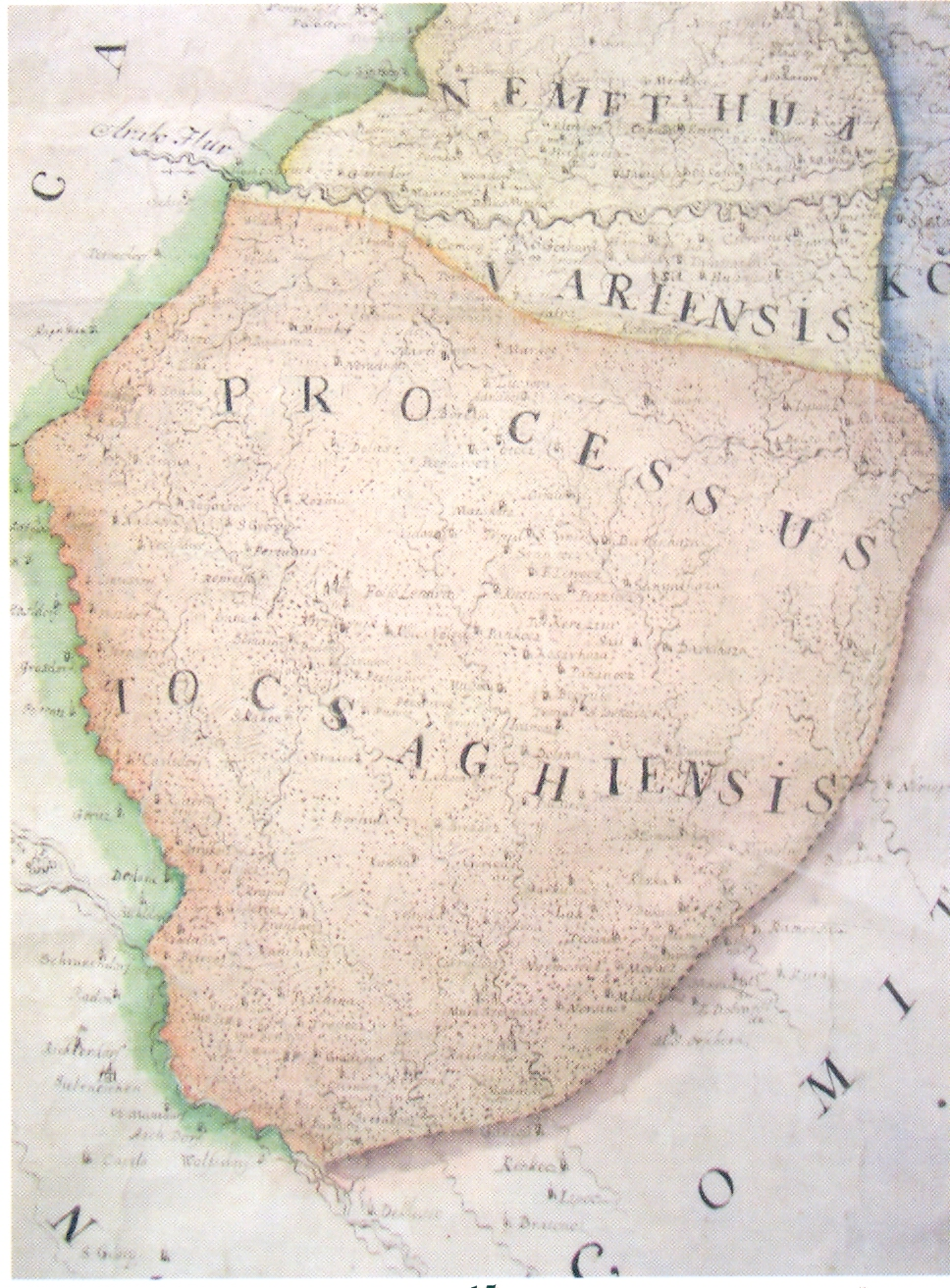
A Tótsági járás 1790-ben.

A magyarosítások miatt felerősödött a nemzeti ébredés a Vendvidéken, és a 19. század vége felé már itt is határozottan követelték az autonómiát. Jászi Oszkár is rokonszenvvel kísérte a vendvidéki szlovénok törekvéseit, s támogatta egy autonómiával bíró entitás létrehozását. A főbb politikai vezetők, mint Borovnyák József és Ivanóczy Ferenc álltak ezen követelések élére, mire a magyar vezetés fokozottabb magyarosítással válaszolt. Borovnyák és Ivanóczy kapcsolatokat kerestek a Mura másik oldalán élő szlovénekkel is, de ott az értelmiségieken kívül a politikai vezetők sokáig nem is tudtak a magyarországi szlovén kisebbség létezéséről.
Ivanóczy és Borovnyák halálát követően Klekl József állt az autonóm Vendvidék megteremtéséért küzdő helyi regionális frakció, a Szlovén Néppárt élére. Klekl a politikában, a szószékről és a magánéletben egyaránt autonómiára buzdította híveit. Az evangélikusok kevéssé szimpatizáltak a széles körű autonómiával, ők inkább megelégedtek volna az anyanyelv és nemzetvállalás szabad használatával, de a legtöbben a szlovének közül ők támogatták a lakosság magyarokba való teljes beolvasztását, s hirdették Magyarország nemzeti felsőbbrendűségét is.
A magyar vezetőknek már az első világháborút megelőzően aggodalmuk támadt a szlovén nemzetiséget illetően. A 20. század elején a szomszédos országok és Magyarország érzékenysége is növekedett a kisebbségek ügyében. A magyarosításra törekvő Vendvidéki Közművelődési Egyesület rendszeres vizsgálatot tartott a Magyarországon kiadott és kívülről érkező szlovén és vend nyelvű nyomda- illetve sajtótermékek nyelvi jellegét és mondanivalóját illetően, ami lényegében már cenzúra volt.
A 18. század óta bőségesen el volt látva a Vendvidék elsősorban szakrális tárgyú irodalommal, melyeket evangélikusok és katolikusok készítettek, de mondanivalójukat tekintve nemcsak felekezeti, hanem politikai különbségek is voltak közöttük.
1909. január 26-án Bezerédj István vasi főispán bizalmas levelet intézett István Vilmos szombathelyi püspökhöz. Nagy aggodalommal töltötte el, hogy az elmúlt években terjedni kezdett az illír-eszme a szlovének körében. Az illírizmust a szlovén Stájerországból és Krajnából jövő illíristák megpróbálták elterjeszteni a szlovének között ezt a gondolatot, de a vasi vezetőség gyors reagálása és a lakosság kezdeti passzivitása miatt az első egyesítő próbálkozás nem sikerült. Bezerédj meg is nevezi az agitáló egységet, a laibachi (ljubljanai) székhelyű Sveti Mohor nevű katolikus egyesületet, amelynek nincs nagyobb kiterjedése, mert a magyarosítás-párti szlovének is ellene vannak. „Ugyancsak ebből a célból, s bizonyára Méltóságod tudtával és rendeletéből adja ki a szombathelyi egyházmegyei könyvnyomda vend nyelvű naptárait, mely Muraszombat vidékén nagy elterjedésnek örvend.”

A magyar államnak tehát létérdeke volt, hogy eltörölje a kisebbségekben a nemzettudatot és nyelvet, melyet eleinte azzal leplezett, hogy a kisebbség nyelvén adott ki könyveket, de azok tartalmilag hangoztatták a magyarokhoz való tartozást és a magyarok elsőbbségét az országon belül. A központi vezetés igyekezett megváltoztatni a községek és dűlőnevek elnevezését, így például az egyértelműen szlávos jelleget mutató településneveket magyarosabbakra cserélték. Alsószlavecsa községből, Küzmics Miklós szülőhelyéből Alsócsalogány lett, mivel a faluban a vend szlavicsek csalogányt jelent. Ezzel szemben az egyik Muraszombat melletti falunak, Csernelócznak, a Kisszombat nevet adták, bár ez csak annyiban van összefüggésben vele, hogy Muraszombat közelében található.
A báró Eötvös József által kezdeményezett 1868. évi 38. törvénycikk alapján a nemzetiségek nyelvüket az elemi iskolában korlátlanul használhatják, s itt nem kötelező a magyar nyelv tanítása. 1908-ban azonban minden elemi iskolában a magyar nyelvet tette kötelezővé Apponyi Albert. A vendvidéki iskolákban is legfeljebb fél-egy órában tanították az anyanyelvet, és igyekeztek magyar tanítókat állítani ezen iskolák élére, míg a szlovéneket magyar területekre küldték.

### A délszláv agitáció kezdetei

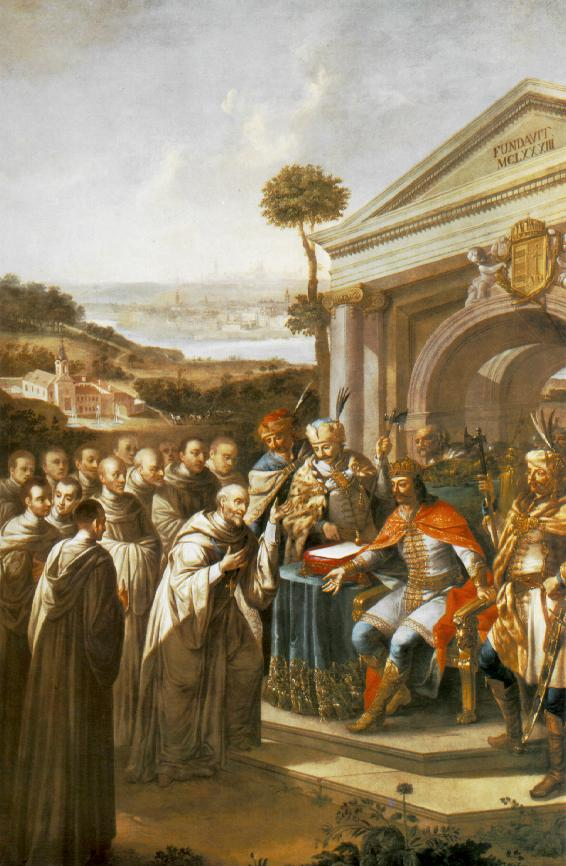
III. Béla Szentgotthárdot a cisztereknek adományozza (idősebb Dorfmeister István freskója). A szentgotthárdi apátság a Vendvidék földjének meghatározó szervezete volt.

1914 elején Klekl megalakította a Novine című félradikális jellegű lapot. Ebben kiálltak az autonómiáért, a nyelvi és az oktatási jogokért. Az evangélikus és magyarosító szlovének, valamint magyarok durván támadták az újságot, hazafiatlannak és bomlasztónak titulálták.
Az első világháború kitörése is tovább feszítette a húrt. A háborús viszonyok között az állami szervek fokozottan figyeltek minden agitációval kapcsolatos mozgalomra. 1914 szeptemberéből ismert a murapetróci eset, ahol egy helybéli születésű, de Varasdon élő ferences rendi barát, név szerint Sbüll Viktor épp hazalátogatott, s újmisét mondott Csendlakon augusztus 2-án. Szüleinél állítólag ezeket mondta: „Mit tudtok ti! Mi egy oly önálló szláv királyságot akarunk alakítani, melyhez Abáziától kezdve, Dalmátország, Bosznia, Szerbia, Bulgária, Horvát és társországok, a magyarországi déli szerbség és Marburgtól lefele a Stájerországi és Vas megyei „vend” lakta vidék tartoznék.” Erről Maár Károly kőhidai (ma Gederovci, Szlovénia) tanár számolt be Őri Ferenc bírószéki (ma Sodešinci) pénzügyőri szemlésznek. Az eset akkora vihart kavart, hogy a Szombathelyi Pénzügyigazgatóság, a pénzügyi, a honvédelmi és a belügyminisztérium, a vasi főispánság, alispánság, a muraszombati főszolgabíró és Skerlecz Iván horvát bán is vizsgálatot indított.
A Szerbiával hadban álló Monarchia katonái között igen sok délszláv, így szlovén is harcolt, s ha ezek az esetek lázadást eredményeztek volna, akkor az komoly következményekkel járt volna a Monarchiára nézve.

### A Magyarország föderatív megszervezése
A világháború végén, amikor már látszott a Monarchia teljes összeomlása, a gazdaság is súlyos válságot élt át, ezért megerősödtek a szlovén önállósági törekvések is. A szlovénség java része földművelésből élt, szűk burzsoázia került ki ebből a nemzetiségből, s a nemesi ranggal rendelkezők is jobbára kisnemesek voltak, az Ivanóczyak, a Gombossyak vagy a Térdessyek. A vidéken birtokokkal rendelkezett a Batthyány, a Szapáry és a Bánffy család is, közülük néhányan szintén rokonszenveztek a helyi mozgalmakkal. Fontos volt a szociális problémák megoldása, mert az alacsony iskolázottság, a földnélküliség és a bevett öröklési jogok miatt nagyon sok zsellér és idénymunkás is élt itt, akik a szomszédos vármegyékbe, vagy külföldre mentek. Ezek a problémák gátolták egy szilárdabb nemzettudat kialakulását is.

### Klekl tervezete, a magyar fél álláspontja
1918. december 1-jén tartottak Bagonyán néppgyűlést, ahol megszületett a Szlovenszka krajina tervezete. Klekl részletes programot terjesztett a kormány elé az entitás kialakításával kapcsolatban, s erőteljesen alapozott Woodrow Wilson elnöknek a kisebbség-védelemről alkotott pontjaira. A program kidolgozásába a horvát Csárics József vízlendvai, Kühár István belatinci, Szakovics József bántornyai plébános, valamint Bassa Iván író és bagonyai plébános is bekapcsolódott. Szlovenszka krajina magába foglalta volna a magyar lakosságú Szentgotthárdot és Alsólendvát is, mivel mindkettő fontos gazdasági és közlekedési csomópontja volt a Vendvidéknek. A Szentgotthárd környéki szlovének hivatalos ügyeiket itt intézték, terményeiket és iparcikkeiket is itt kínálták eladásra, és itt volt a vasútállomás. Az Őrség egy darabjából került volna a területhez, mivel Őriszentpéter, Velemér vagy Szaknyér a történelmi tótsági járás részei voltak, és több őrségi faluban éltek szlovének kis hányadban.
Klekl programjában szerepelt, hogy Szentgotthárdon önálló szlovén gimnáziumot alakít ki, és eltekint új épület építtetésétől, ha a Vörösmarty Mihály Gimnáziumot átadják e célra és a magyar gimnázium máshol alakul, de lehetőséget adott a kétnyelvű gimnázium megteremtésére is. Létesíteni kívánt külön tanítóképzőt is, hogy minél több szlovén tanárt képezzenek. Egyes középfokú és polgári iskolákban, míg a vend nyelvű iskola el nem készül, addig a magyar nyelvű osztályokkal párhuzamosan kell a vendeket is állítani.
Klekl a krajinai egyház alapjait is le kívánta rakni, Szentgotthárdon és Lendván is külön szlovén plébániát akart, ahová csak szlovén, vagy szlovénül tudó plébánosok, káplánok kerülhetnek. Az egyházi javakat nem lehet elkobozni semmilyen célra.
Klekl programja radikális egyházi nézeteket is vallott. A Wekerle Sándor által behozott polgári házasságkötést el akarta törölni és visszaállítani, valamint kötelezővé tenni minden felekezet számára az egyházi házasságkötést. Az egyházi földeket megtartani szándékozott, noha a szlovén lakosság földosztást igényelt.
Klekl meg akarta szervezni a Szlovén krajina fegyveres erőit, többek között sorozás útján szlovénekből külön ezredet kiképezni, aminek egyik fele Szentgotthárdon, másik fele Alsólendván állomásozott volna.
Klekl a vasúti közlekedést is hatékonyabbá kívánta tenni. Kötelezni akarta a kormányt egy Szentgotthárd–Regede–Muraszombat–Alsólendva vasútvonal kialakítására.
Szentgotthárdon 1920-ban 97 vend nyelvet beszélő szlovént tartottak számon, viszont a korabeli névjegyzékekből látható, hogy sok szlovén eredetű család is élt Gotthárdon valamint környékén, akik asszimilálódtak, de nevük még mindig utalt származásukra.
Bár Klekl és köre jobbnak látta az elszakadást Magyarországtól, de 1918-ban még a szlovén lakosság döntő hányada nem látta annak szükségét, hogy a Szerb–Horvát–Szlovén Királysághoz kerüljenek. Nem sok értesülésük volt sem az új állam berendezkedéséről, sem a ljubljanai és maribori politikai viszonyokról, ezért ezt a bizonytalannak látszó jövőt nem vállalták és inkább maradtak volna Magyarország területén, és csak anyanyelvük oktatását kérték az elemi iskolákban.
A vendvidéki oldalon is akadtak ellenzői a Szlovenszka krajinának. 1919. február 5-én Szlepecz János muraszombati esperes-plébános, gróf Batthyány Zsigmond, a szentgotthárdi-muraszombati járás korábbi képviselője és harmincnyolc másik szlovén, vagy magyar nemzetiségű személy. Szlepecz szerint ennek a nemzetiségnek nincs szüksége autonómiára, mert hű Magyarországhoz, amelyről meggyőződhetnek a magyar politikusok. Muraszombatból is értelmiségiek levelet írtak Obálnak, amelyben váltig hangoztatták, hogy a magyarok rendkívül lojálisak a vendek, annyira, hogy önmagukat is magyarnak érzik és magyarrá akarnak vállni, ezért el kell utasítani Klekl tervezetét. 1919-re azonban már annyira erős volt Klekl befolyása, hogy utóbb a lakosság már nem látta szívesen Obál Bélát, sem pedig a többi magyar politikust.
Szlepecz nem délszláv-ellenesség, vagy magyarosítás-pártiság miatt ellenezte a vendvidéki kiválást. Klekl 1937-ben, nem sokkal az esperes halála után, hogy csak „nehéz szívvel állt magyar oldalra,” mert nem értett azzal egyet, hogy olyan nagy darabokat szakítsanak el az országtól. Jerics Iván szerint hatéves kora óta olyan közegben volt, ahol minden nemzetiségit magyarosítani akartak. Utóbb azonban feléledt benne a saját népe iránti szeretett és ezzel a pálfordulással végül a délszláv oldal mellett kötelezte el magát.

#### A belatinci gyűlés

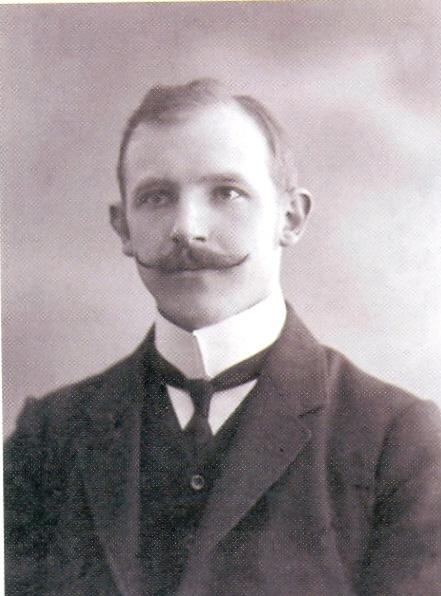
A fiatal Obál Béla, nemzetiségi kormánybiztos. Bár szlovén volt, de evangélikus szellemisége révén végig Magyarország-párti maradt.

1918-ban azért is aggasztó volt a helyzet, mert Zala vármegyében, ahol szintén nagyszámú szlovén élt, lázadások robbantak ki és félő volt, hogy ezek ide is átterjednek.
Magyarország kilátásai nagyon aggasztóak voltak. A katonai összeomlást követően az ellentámadásba lendülő román és szerb csapatok hatalmas területeket vontak ellenőrzésük alá. Tervezték olyan területek elcsatolását is, amelynek lakossága már színmagyarnak számított, de iparilag, vagy mezőgazdaságilag fejlett volt, így a szerbek és a románok gazdasági igényeik kielégítése végett akarták azokat megkaparintani. Ezért a Károlyi Mihály vezette kormány célja az volt, hogy a peremterületeket, ahol még mindig jelentős magyar lakosság élt, megtartsák Magyarország területén. Mivel a Bácska és a Bánság 1918 elejére már végképp elveszett, a Muraköz és a Vendvidék megtartása jöhetett szóba. Károlyi a vashidegkúti születésű Obál Bélát nevezte ki a „vend ügyek kormánybiztosává,” akinek feladata volt a Vendvidék megtartása. Jászi és Obál olyan programot dolgozott ki, amely területi autonómiát csak részben, de kulturális, oktatási és egyéb tekintetben teljes önállóságot nyújtott volna a szlovéneknek. A terület, bár közigazgatásilag továbbra is Zala, ill. Vas vármegye részét alkotná, de kulturálisan egységes. Az elemi iskolákban kizárólag a lakosság nyelvén tanítanának és nem magyarosítják a nemzetiséget. A terület nevének a Mura megye, vagy Vend vármegye nevet szánták. Jászi olyan ötlettel is előállt, hogy közös Szlovén krajina-Muraköz autonóm területet kellene létrehozni, mert a Vendvidék túl kicsi egymagában. Ennek kialakításába Kleklék nem egyeztek bele. A további munkát megzavarta, hogy a Muraközt december 24. és december 29. között elfoglalta a főleg önkéntesekből verbuválódott horvát hadsereg. A magyarok a szerveződő Szerb-Horvát-Szlovén Királysággal (röviden az SHS-el) Belgrádban, november 13-án fegyverszünetet kötöttek. Mivel a szerbeket az értéktelen Vendvidék nem érdekelte, ezért meghagyták magyar kézen, s 1918-ban még csak a szlovének bizonyos része támogatta a délszláv állammal való egyesülést. November 3-án a ljutomeri gyűlésen közös nyilatkozatban kérték az egyesítést, de a ljutomeri és a maribori körök kivételével a vendvidéki kérdés nagyon mellőzve volt. Bár a Mura keleti oldalán élő szlovénekkel a 19. század második felében a szlovén értelmiség kiterjedten foglalkozott, a politikai vezetőknek abszurd módon csak a világháború vége felé jutott tudomásukra, hogy Magyarországon is élnek szlovének. Matija Slavič és a Stájer Nemzeti Tanács volt az, aki komolyabban törődött velük, de a szlovéniai politikusok látszólagos tétlensége miatt nagyon rosszul esett a vendvidékieknek, hogy ennyire mellőzik őket. Ez eléggé megnyilvánult a párizsi békekonferencián is, mert a szlovén delegáció előzetesen egyeztetett tervek és álláspontok nélkül érkezett. Kleklnek és a többi katolikus papnak is aggályai voltak az egyesüléssel eleinte, mert attól tartottak, hogy közvetlenül az ortodox vallású Szerbia irányítása alá kerülnek, ami pedig nem tetszett a katolikus szlovéneknek. Szerették volna a vidék jellegzetes kulturális, nyelvi és identitásbeli vonásait megőrizni azzal, hogy autonómiát biztosítanak neki a délszláv államban. Az evangélikusok is tudták, hogy az SHS-ben rendkívül kicsi a protestánsok száma, döntően ortodox, katolikus, vagy iszlám hitet követték az ottani délszláv, így nem láttak jövőt számukra Szlovéniában. Az ellenpropaganda terjesztése érdekében Kapi Béla evangélikus püspök a helyi lelkészek kérésére meg akarta emelni a magyarság mellett agitáló lelkészek és segédlelkészek fizetését, minél több vend nyelvű sajtóterméket kiadni, mellőzni a magyarosítást, és több állami elemi iskola felállítását javasolta a Vendvidéken.
Az evangélikusok „maximális hűségét” mutatja természetesen, hogy mennyire aktívan támogatták a nemzetiség beolvasztását.
Az ekkor még szűk egyesülés-párti szlovénekkel szemben Horvátország szintén igényt tartott a Vendvidékre, azonkívül korábban a Vajdaságot és a Bánságot is meg akarta szerezni, mivel mindkettőben éltek horvátok. A Mura vonalát átlépve a csapatok északra törve elfoglalták Muraszombatot is, mivel kapcsolatot akartak teremteni a csehekkel. Ekkor egy olyan elképzelés született, hogy Szerbia és Csehszlovákia közös határt szervez magának, amely Szombathely vonalán lenne, és a horvát támadás ezt akarta megvalósítani.

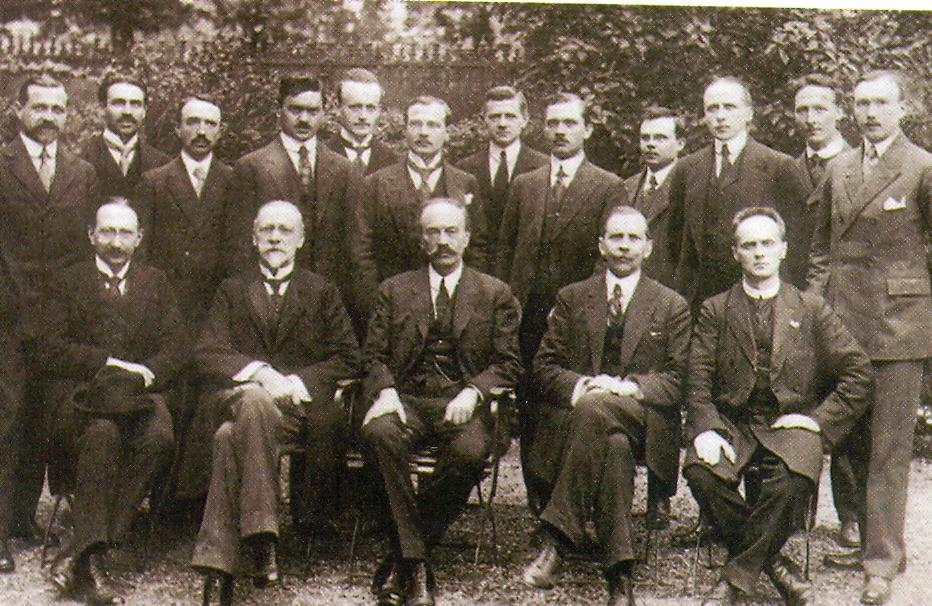
A jugoszláv békeküldötség szlovén szekciója a párizsi béketárgyalásokon 1919-ben.

Muraszombat 1919. január 2-ig horvát megszállás alatt volt. Nem sokkal az akciót követően Fernand Vix francia alezredes, az antant-misszió vezetője egy jegyzékben jelentős területek átadását kérte, de mérlegelve a belgrádi döntést, a horvát akciót jogtalannak minősítette. A magyar hadsereg ennek tudatában ellentámadást kezdett, s a 83. gyalogezred január 2-án, éjjel megkezdte Muraszombat visszafoglalását. Január 3-ra a helyi lakosság támogatásával a demarkációs vonal, azaz a Mura mögé szorította vissza az ellenséges csapatokat. A szlovének nagy megkönnyebbülés fogadták a megszállás végét.
Majdnem három héttel később, január 19-én a muraköziek kimondták elszakadást és a Horvátországgal való egyesülést. Ekkor megerősödtek a szlovén elszakadási törekvések Muraszombatban is, és január 14-re már teljes lett Klekl tervezete. Klekl hivatkozott arra, hogy tavaly december 25-én a magyar kormány törvényt adott ki, amelyben létrehozta Kárpátalján a Ruszka Krajna nevű autonóm entitást, mely részét képzi a svájci-modell alapján megszervezendő magyarországi államszövetségnek.
Mivel Károlyinak már nem volt más választása, Jászi is beleegyezett ebbe, és kész volt segítséget nyújtani hozzá. Bár a kialakítása bonyolultnak tűnt, de Obál vállalta a konstrukció létrehozását. Egyedül csak az egyházi jellegű követeléseket kívánták mellőzni.
Január 19-én Belatincra hívtak össze népgyűlést, ahol Szlovenszka krajinát szervezték meg volna, de az ülés nem várt fejleményeket hozott. Obál, amikor az autonómia-tervezet elfogadtatását kérte, Kleklnek és a többi politikusnak a válasza az volt, hogy az ügy már túl előrehaladott. Továbbra is ott lógott az autonómia lehetősége, de már Jugoszlávián belül, hogy ne pusztán csak Szlovéniához csatolják a Vendvidéket. Ezért Klekl megpróbálta a magyar kormány befolyását is latba vetni, hogy ezt érje el Párizsban. Ivan Camplin visszaemlékezései szerint Klekl különösen érzékenyen kezelte a Vendvidéket és bár egyetértett a szlovén egységgel, de hangsúlyozta élete végéig a Vendvidék sajátosságait a többi szlovéntól, ezért is akart valamilyen politikai különállást is adni. Megjegyzendő, hogy Camplin nem osztotta ezt az elképzelést és Jugoszláviában ő is azon volt, hogy felváltassa a vend nyelvet a szlovén irodalmi nyelvvel. Ez az elképzelés már elkésett és meglehetős naivitást tartalmazott, bár Kleklnek jó kapcsolatai voltak Anton Korošec szlovén politikussal is, aki nem zárta ki a muramenti autonómia lehetőségét.
A Belatincon történt kudarc miatt Berinkey Dénes kormánya a szlovén ügyet függőben hagyta, mert láthatóan nem akarta tudomásul venni, hogy a szlovénok már teljesen el akarnak szakadni. Február 12-én Budapestre újabb ülést hívtak össze, ezen Kleklék már meg sem jelentek, mert úgy vélték ismét csak el akarják tőlük távolítani a szlovéniai honfitársaikat.
Meg kell említeni, hogy Szlovenszka krajina mint entitás, nem volt túlzottan támogatott a többi pap részéről. A jugoszláv szimpátia erősödni látszott, ezért amikor Mikes János püspök látogatást akart tenni a Vendvidéken, de tartva az inzultálások miatt Kleklék lebeszélték őt erről.
A Magyarországhoz való hűség propagálására október 20-ra demonstrációt szerveztek, amelyen a vendvidéki evangélikusok, reformátusok és zsidók is megjelentek, de a katolikusok végig távolmaradtak.

### Az elszakítási törekvések élénkülése
1919 elejétől azonban már egyre jobban szorgalmazták a Vendvidék katonai elfoglalását, és február 18-án Slavič már memorandumot készített Párizsban, amelyben követelte a terület átadását. Az érdeklődés ekkortól már fokozódott a térség iránt, ami csökkentette az autonómia elérésnek lehetőségét.

Márciusban Belgrádban ismertették a magyarországi és vendvidéki helyzetet, és ekkor széles körű agitáció vette kezdetét. A röplapokat nem irodalmi szlovén nyelven, hanem vendül írták, s már nem antiszemita hangnemben és a magyarok ellen szóló kijelentései sem volt olyan durvák. Ezzel próbálták az emberek rokonszenvét megnyerni, s ebben ismertették a Jugoszláviában várható előnyöket és azt, hogy a magyar államnak tetemes mértékű eladósodottsága van, s óriási méretű háborús jóvátételt kell fizetniük. A legnagyobb visszhangot mégis az váltotta ki, hogy a röplapok földreformot ígértek.
| „                                                                      | Muravidéki szlovének! A magyarok és németek, akik ezt a szörnyű háborút kezdeték, most porban hevernek. Ezt a harcot leginkább a magyar Tisza szította, és a háború idején a magyarok hajtották végre a legnagyobb szörnyűségeket. Ahol csak megfordultak, ott raboltak, gyújtogattak és gyilkoltak. Mindezekért milliárdos kártérítést kell fizetniük… Mivel azonban a magyarok egyedül nem lesznek képesek ezt törleszteni, megpróbálják megnyerni azokat a nemzeteket is, amelyeket eddig rabigában tartottak, hogy egyesüljenek Magyarországgal… A magyarok utolsó reménye muravidéki szlovének, ti vagytok, hogy találjanak valakit, aki segít majd nekik kifizetni a háborús adósságot és kártérítés!… Ne higgyetek ezeknek a fizetett csalóknak, fogjatok össze, ahogy megtették ezt a magyarok által elnyomott más népek, és testvéreitekkel karöltve a független, demokratikus jugoszláv államban egyesüljetek. Higgyetek a magasztos és egyesült nemzet kormányának, higgyetek Sándor trónörökösünk szavának, miszerint az összes földet a szegényeknek fogják kiosztani… A muravidéki szlovéneknek saját járásuk lesz. Ebben a járásban már nem a magyarok és az őket kiszolgálók lesznek papok, urak és tanítók, hanem saját nemzetünk fiai. A jugoszláv államban minden vallás, a katolikus, az evangélikus, az ortodox és az iszlám azonos jogokat kap és egyenrangú lesz. Úgyszintén egyenrangú lesz a három nyelv, a szlovén, a horvát és a szerb. Ne tévesszenek meg benneteket a magyar bérencek ígéretei… | ” |
| – Belgrád, 1919. március 11. A Szerb–Horvát–Szlovén Királyság Kormánya | |   |

Nem ismeretes, miként fordították le, mert bizonyos, hogy nem szlovén, hanem szerb kézből került ki, minthogy egyértelműen szerb álláspontokat képvisel. Szlovénia területének és lakosságának nagy részét a Monarchia uralta, s a harcok kizárólag az Olaszországhoz tartozó szlovén területeken folytak, ezért Szerbia közvetlenül nem tudta volna a szlovéneket a Monarchia ellen fordítani, így folyamodott a propaganda ezen formájához.

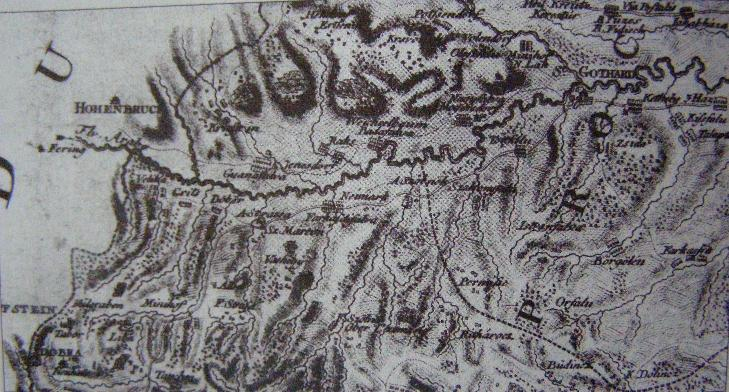
A dobrai uradalom Kenedics József 1785-ben készült térképén. A terület először a szentgotthárdi apátság birtoka volt, amit II. András vett át tőlük és adta földesúri kézbe.

A leglényegesebb dolog azonban, hogy az addigi gyengébb érdeklődés most fokozottabbá vált Szlovenszka krajina, azaz a Vendvidék felé. Az érdektelenséghez hozzájárultak egyes magyar részről torzított statisztikai adatok a lakosság etnikai összetételét illetően. A szlovén delegáció szerint a Vendvidék átengedésével Magyarország jóvátehetné a „a szlovén állam VIII–IX. században történt elmagyarosítását.” A Vendvidékre támasztott követelés 1919. február 18-án nyerte el végleges formáját, ami kizárta a Mikola-féle állításokat, hogy a terület lakossága magyar lenne, hanem szlovén nyelvet beszélő, effektíven is szlovén nemzetiségű és tudatú népcsoport, azon szlovének leszármazottai, akiknek Zalavár központtal államuk volt Pannóniában a magyar bejövetel előtt. Viszont Mikolához hasonlóan ők is hamis állításokat igyekeztek igazolni, miszerint, hogy a 100 ezer lakos színszlovén, nincs köztük egy magyar sem, valójában azonban a Vendvidéken 22 ezer magyar ember is élt, elsősorban Alsólendván. Érveltek azzal is, hogy az emberek az 1918-ban bevonuló horvátokat „felszabadítókként fogadták”, ami természetesen szintén nem volt igaz. Fontos szempontként szerepelt, hogy Szlovenszka krajina köti össze a Nagykanizsától délnyugatra fekvő színhorvát lakosságot a Mura balpartjával, ezzel összefüggő „szláv tömböt” alkotnak.
Március végén a Károlyi Mihályt követő szociáldemokrata kormány koalícióra lépett a kommunistákkal és létrehozták a Magyar Tanácsköztársaságot. A világon az oroszországi események miatt tombolt a kommunista-ellenes hisztéria és a „vörös terjeszkedés” miatti félelem, ezért az új állam nyomban szembetalálta magát Csehszlovákiával, Romániával, a Szerb–Horvát–Szlovén Királysággal és Franciaországgal is. A belgrádi vezetés, hogy „megmentse” a szlovéneket a kommunista-uralomtól, aktívan kezdett dolgozni a Vendvidék megszerzésén. A szerb Jovan Cvijić, aki korábban még elképzelhetetlennek tartotta a Vendvidék elcsatolását, most határozott követelést terjesztett elő a térség mihamarabbi birtokbavételére. A terv ekkor még az volt, hogy Alsólendvát nem csatolják el, de a Szentgotthárd melletti szlovén falvakat – melyek jelenleg is Magyarország részei – igen. Májusra Belgrádban már olyan választ kaptak Párizsból, hogy a Vendvidék elcsatolását már nyugodtan várhatják.

### A kommunista uralom és a Mura Köztársaság
A kommunista hatalomátvétel miatt veszélybe kerültek az evangélikus és katolikus egyházak is, emiatt Szlovenszka krajinában az addig szembenálló felekezetek most összefogtak.
A Muraközben szerb és horvát reguláris csapatok álltak készen, hogy fegyverrel vegyék be a Vendvidéket. A terület a világháború okozta károk miatt irányíthatatlan volt, lényegében önállósult, mert a helyi polgári szervek már a központi vezetéstől függetlenül irányították a járásokat. Gazdaságilag annyira rossz volt a helyzet, hogy megnőtt a csempészet, ami 1920 után is folytatódott.
A tanácsköztársaság alatt Obál Béla továbbra is nemzetiségi biztos maradt, mivel sok tapasztalata volt a szlovén ügyekben. Ő és a Vendvidéki direktórium próbálták megszilárdítani a tanácshatalmat a területen, azonban Szlovenszka krajinában heves paraszt- és katonamozgalmak indultak már 1918-ban, amelyeket a kommunista-ellenesség csak fokozott, mert a kommunisták korábbi ígéreteiket, így a földosztást nem váltották be. A mozgalmak vezetői segítséget kértek a muraközi szerb-horvát csapatoktól is, de azok nem reagáltak, mert gyanakvással tekintettek a mozgalmakra.
A direktóriumi tagok közül Tkálecz Vilmos illegális kereskedelembe fogott a határon át. Mivel ténykedését nem tűrte el sokáig a kommunista hatóság, megpróbálta magát úgy kimenteni a bajból, hogy pártot váltott a nemzeti oldalhoz és a vidék függetlenségéért kezdett dolgozni. Kapcsolatot keresett Kleklel is, de az feltehetően nem támogatta. Megnyerte viszont magának az Alsólendván mozgolódó magyar katonákat és kijelentette, hogy Kun Béla „helytelen nemzetiségi politikája” miatt fordult szembe a Tanácsköztársasággal, ennek megfelelően a vendek számára önállóságot akar kivívni. 1919. május 29-én proklamálta a Vendvidéki Köztársaságot, amelynek nem volt nagy visszhangja a lakosság körében és Tkálecz sem kezelte komolyan a dolgot, ehelyett ezzel a hátában távozásra készült Ausztriába.
Június 6-ra a köztársaság összeomlott. Összességében semmi köze nem volt ennek a tiszavirág-életű államnak sem a szlovenszka krajinai autonómia mozgalmakhoz, sem a kommunista-ellenes szervezkedésekhez. Szlovéniában hosszú ideig hőst láttak Tkáleczban, jelenleg is párhuzamot vonnak ő és Klekl között. Magyarországon egyesek szintén hőst látnak benne, de épp fordítva, mint aki szembeszállt a kommunista elnyomókkal és meg akarta akadályozni a szerb uralmat.

### Szlovenszka krajina Jugoszláviában
1919. június 12–június 13. során a szerb-horvát hadsereg gyorsan elfoglalta a Muramentét. Az új magyar-jugoszláv határ ettől fogva Felsőszölnök–Permise–Orfalu vonalán állt. A megszállás jogi betetőzésére majdnem egy évvel később került sor, a trianoni béke aláírásával. A magyar fél azonban végig reménykedett, hogy a Vendvidék ügyében 1920 végére módosítják a határozatot. Közben kísérletet tettek a fegyveres revízióra, így a Zala vármegyei magyar erők Alsólendvát támadták meg 1919. november 29-én, de a jugoszlávok hamar visszaszorították a támadókat. Kercát szintén birtokba akarta venni egy jugoszláv kontingens, de az ottani határőrség parancsnoka elkergette őket. Battyándon a helyi lakosság megtámadta a rendőrlaktanyát. A magyar fél november 13-án elfogadta a trianoni béke Vendvidékkel kapcsolatos határozatát, és Gašpar Lipovšek muraszombati polgári megbízottat kérte a lakosság informálására. Lipovšek ünnepélyesen be is jelentette november 17-én, hogy „a Muravidék véglegesen szabad és Jugoszlávia része lett.”
Klekl néhány évig honfitársai részéről igen sok szemrehányást kapott, hogy miért nem alakította Szlovenszka krajinát Jugoszlávia autonóm részéről. Az is neheztelést váltott ki, hogy Szentgotthárd és vidéke helyett a nagytöbbségű alsólendvai vidéket (ahol nem egy település volt színmagyar) csatolták el. Klekl nemcsak emiatt bánta, hogy végül is nem hajtotta végre a megszervezést. Egész életében a magyar liberalizmus ellen képviselt kemény álláspontot, mert úgy látta, hogy az veszélyezteti a katolikus vallás fennmaradását. A vend nyelvet is azért igyekezett erősíteni, hogy vele erősítse a katolikus hitet. Kleklnek Jugoszláviában már a szerb liberalizmussal is szembe kellett nézni, amely az 1930-as években olyan törvényeket fogadtatott el a belgrádi parlamentben, amely a katolikus vallás és felfogás rovására lett volna. Klekl a következő években képviselő volt Belgrádban és folytatta harcát a liberalizmus és az egyre inkább teret nyerő baloldali (szocialista, bolsevik és kommunista) nézetek ellen. Így került szembe Miško Kranjeccal, korábbi pártfogójával, aki miután baloldali lett arra törekedett, hogy a vend nyelvet az élet minden területéről eltávolítsa.
A megszerzett új terület neve ezentúl Muravidék vagy Murántúl, szlovénül Prekmurje lett. A nevet eleinte pejoratívnak találta a vidék lakossága és Kleklék is, ezért ők jobban szerették volna a Murska krajina/Mörszka krajina meghonosítását, idővel mégis elfogadottá vált.
Az új államot hamar elfogadta a szlovén lakosság, annak ellenére, hogy elég megkérdőjelezhető, sőt egyenesen jogtalan lépéseket tett velük szemben a jugoszláv vezetés. Elsőként megszüntették az elemi iskolákban a vend nyelvű oktatást és betiltották a vend használatát a tan- és közintézményekben. A párizsi békekonferencián az amerikai és brit küldöttek tisztában voltak azzal, hogy jelentős számú magyar kisebbség került a határon túlra. Wilson elnök ezért dekrétumaiban elérte azt, hogy ahol egy kisebbségnek az aránya 20% fölötti, ott biztosítani kell a kulturális autonómia jogokat és az anyanyelvi oktatást. Hogy ennek a Muravidéken ne kelljen eleget tenni, az 1920-as években Muraszombat és Lendva környékére szlovén családokat telepítettek a tengermellékről és Olaszországból, „hivatalosan” olyan céllal, hogy segítsék a murai családokat az irodalmi szlovén nyelv elsajátításában, de ténylegesen a cél az volt, hogy a magyarok kisebbségbe kerüljenek.
Magyarországon 1920 után újra felélesztették a „vend nem szlovén” elméletet. Ezúttal is Mikola Sándor működött közre a mára már nyilvánvalóan történelmietlen és hamis kelta-vend azonosság elméletével. Mikola később már tagadta azt, hogy létezne a vend nép. Szerinte a vendek valójában „szláv magyarok”. Ennek propagandája a megmaradt Vendvidéken magyar és vend nyelvű folyóiratokban, valamint a Levente-egyesületeken keresztül folyt, amelyekbe szlovén családok gyermekeit szervezték be. Szentgotthárd környékének iskoláiból Felsőszölnökre, a Trianon után felállított Hármashatár-kőhöz évente ellátogattak a gyerekek, ahol hazafias magyar dalokat énekeltek és megemlékeztek az elcsatolásról.
1941-ben Magyarország részt vett Jugoszlávia megtámadásában és négy évre visszafoglalta a Muravidéket. Ekkor Mikoláék „felvilágosító” programokba kezdtek szerte mindenütt, hogy a lakosság ismerje el és vallja szláv magyarságát és azonosuljon a magyarokkal. Az első világháború után letelepített szlovének kiűzését is megkezdték a magyar hatóságok. A terület nem kapott autonómiát, hivatkozva arra, hogy lakosság valójában magyar.
Az emberek eleinte még elfogadták a magyar visszacsatolást és „üdvözölték”, viszont 1943 után már itt is ellenállás kezdett szerveződni, miután a magyar hadsereg egyre keményebb eszközöket vetett be a titkosan működő agitátorok és szervezkedők ellen, s a Muravidék lakossága gyors ütemben hangolódott a magyarok ellen.
1944-ben ismét felelevenítették annak tervét, hogy a szentgotthárdi szlovéneket népszavazás útján Jugoszláviához kössék, de ebből a magyar fél hatékony ellenlépései és a kezdeményezők hirtelen sugallatra támadt, komolytalan lépései miatt sor nem került.

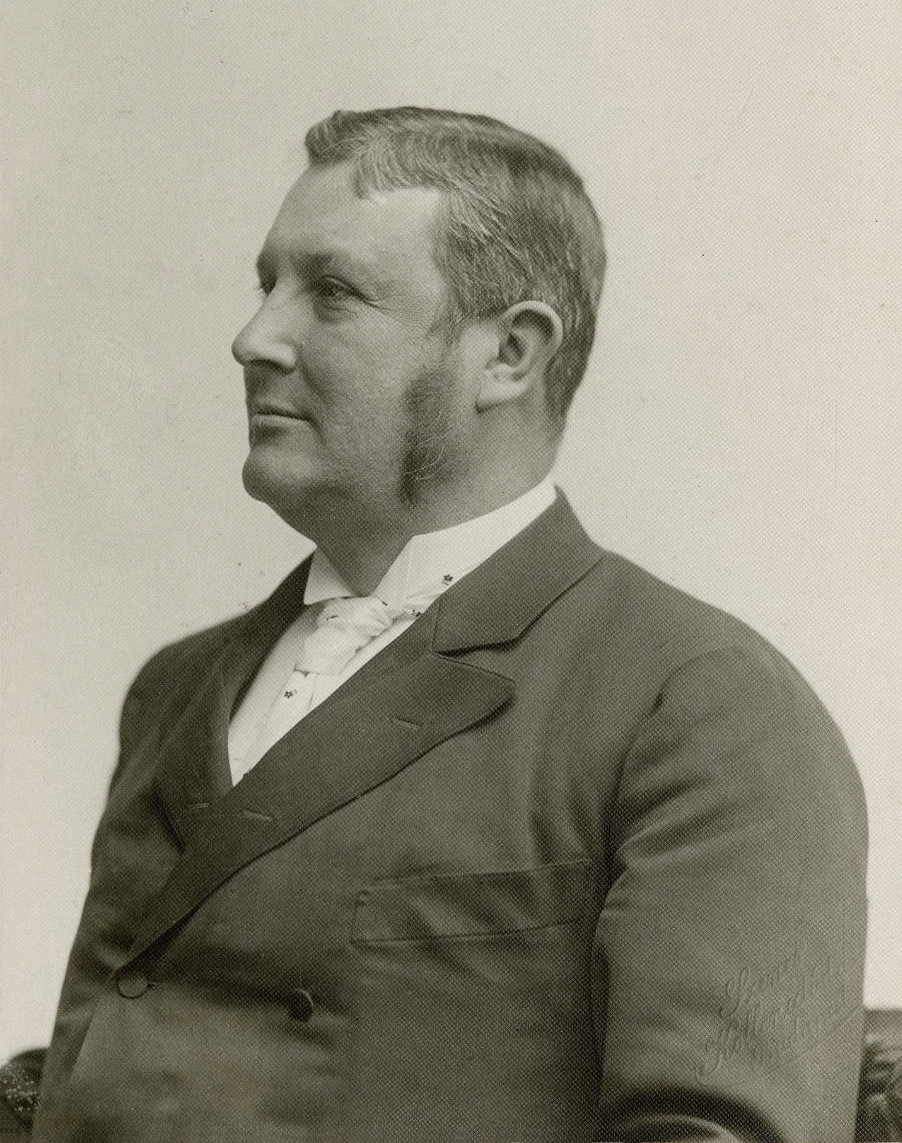
Wekerle Sándor. Háromszor volt miniszterelnök, támogatta a nemzetiségek beolvasztását és makacsul ellenezte a nemzetiségi autonómiát Magyarországon.

1945 után viszont súlyos következménye lett ennek, mert a Vendvidék a kommunista Magyarország részeként a vasfüggöny árnyékába kerülve elszigetelődött, gazdasága tönkrement, és a lakosság még ma is ennek következményeként asszimilálódik.

## Szlovenszka krajina eszméje
Jugoszlávia 1991-es szétesése után a Muravidék a független Szlovénia része lett. A 90-es évek közepétől új teret nyert a terület és a murai szlovének történetének kutatása. Egyes muraszombati politikai körök, valamint Feri Lainšček író hangoztatják ennek a területnek az autonómitását. Nem pártolják, sőt egyenesen elvetik a magyar kezdeményezésű „vend nem szlovén” elméletet, viszont a pannon identitású „szlovénség” fogalmát használják. Hivatkoznak a muravidéki egyedi kultúrára, a muravidékiek nyelvére, Küzmics Miklós és Küzmics István, Küzmics Miklós evangéliumaira, amelyek ennek a nyelvnek a sztenderdjét vetették meg, s oktatták évszázadokon át az iskolákban. További hivatkozásaik még, hogy a lakosság legerőteljesebben szülőföldjéhez kötődik. Dokumentumok igazolják, hogy a kitelepedett szlovének halálukig mély honvágyat éreztek és kevesen maradtak idegenben. Csupán a megélhetési gondok késztették őket arra, hogy elvándoroljanak és napszámot vállaljanak más vidékeken, vagy országokban.